# Amigos
Amigos je sedmi studijski album skupine Santana, ki je izšel leta 1976. Album vsebuje manjši ameriški hit singl »Let It Shine« in je bil prvi album skupine, po albumu Caravanserai (1972), ki se je uvrstil med top 10 na lestvici Billboard 200, dosegel je tudi zlati certifikat. V Evropi je skladba »Europa (Earth's Cry Heaven's Smile)« izšla kot singl in se v številnih državah uvrstila med top 10.
Skupini se je pridružil novi vokalist, Greg Walker. Amigos je tudi zadnji album Santane, ki ga je posnel originalni basist skupine, David Brown.
Leta 2003 je romunska skupina Bosquito predelala skladbo »Gitano« in jo vključila na svoj album Cocktail Molotov. Skladba je izšla pod imenom »Goza como yo«. Živa verzija skladbe je izvedena kot zmes skladbe »Gitano« in »Clandestino«, Manu Chaa.

## Seznam skladb
| A stran | A stran                                 | A stran                                 | A stran |
| Št.     | Naslov                                  | Pisec                                   | Dolžina |
| ------- | --------------------------------------- | --------------------------------------- | ------- |
| 1.      | „Dance Sister Dance (Baila Mi Hermana)‟ | Leon Chancler/Tom Coster/David Rubinson | 8:15    |
| 2.      | „Take Me with You‟ (instrumental)       | Chancler/Coster                         | 5:27    |
| 3.      | „Let Me‟                                | Coster/Carlos Santana                   | 4:51    |

| B stran | B stran                                              | B stran                 | B stran |
| Št.     | Naslov                                               | Pisec                   | Dolžina |
| ------- | ---------------------------------------------------- | ----------------------- | ------- |
| 1.      | „Gitano‟                                             | Armando Peraza          | 6:13    |
| 2.      | „Tell Me Are You Tired‟                              | Chancler/Coster         | 5:42    |
| 3.      | „Europa (Earth's Cry Heaven's Smile)‟ (instrumental) | Coster/Santana          | 5:06    |
| 4.      | „Let It Shine‟                                       | David Brown/Ray Gardner | 5:43    |

## Osebje
- Greg Walker – vokal
- Carlos Santana – kitare, spremljevalni vokal, tolkala, konge, jurro
- Tom Coster – klavir, Fender Rhodes, Hammond orgle, Moog, ARP Pro Soloist, ARP Odyssey, ARP String Ensemble, Hohner Clavinet D6, spremljevalni vokal
- David Brown – bas kitara
- Leon "Ndugu" Chancler – bobni, timbales, Remo Rototoms, tolkala, konge, spremljevalni vokal
- Armando Peraza – konge, bongos, spremljevalni vokal, vokal (B1)
- Ivory Stone – spremljevalni vokal
- Julia Tillman Waters – spremljevalni vokal
- Maxine Willard Waters – spremljevalni vokal

## Lestvice
Album
| Leto | Lestvica               | Mesto |
| ---- | ---------------------- | ----- |
| 1976 | Billboard Pop Albums   | 10    |
| 1976 | Billboard Black Albums | 10    |

Singli
| Leto | Singl          | Lestvica                | Mesto |
| ---- | -------------- | ----------------------- | ----- |
| 1976 | "Let It Shine" | Billboard Hot 100       | 77    |
| 1976 | "Let It Shine" | Billboard Black Singles | 78    |

## Certifikati
| Regija                    | Certifikat | Prodaja |
| ------------------------- | ---------- | ------- |
| Francija (SNEP)           | 2x zlat    | 200,000 |
| Kanada (Music Canada)     | Zlat       | 50,000  |
| ZDA (RIAA)                | Zlat       | 500,000 |
| Združeno kraljestvo (BPI) | Srebrn     | 60,000  |